# Deinopa phruxus
Deinopa phruxus là một loài bướm đêm trong họ Erebidae.